# Bucegi
Bucegi (wym.: [buˈt͡ʃed͡ʒʲ ( odsłuchaj)], rum. Munții Bucegi, węg. Bucsecs-hegység, 531.11) – pasmo górskie w centralnej Rumunii, na południu Wyżyny Transylwańskiej, na południe od Braszowa. Są częścią Karpat Południowych.

## Ogólne informacje
Z przecinających je dolin najgłębszą jest wyrzeźbiona przez rzekę Jałomica. Na wschodzie góry Bucegi opadają stromo w stronę popularnej turystycznie doliny rzeki Prahova (miasta Bușteni i Sinaia). Wyżej znajduje się płaskowyż Bucegi z łąkami rzadko spotykanymi na tych wysokościach, gdzie wiatr i deszcz wyrzeźbiły w skałach przedziwne kształty, np. Sfinksa lub Babele. Granica lasu jest obniżona do 1400–1500 m n.p.m.
Najwyższym szczytem grupy jest Omu mierzący 2505 m (według innych źródeł 2507 m lub 2514 m), na którym mieści się najwyżej położone w Karpatach schronisko turystyczne – Cabana Omu.
Prawdopodobnie to góry Bucegi są pradawnym świętym miejscem Daków. Tu miała znajdować się święta góra Kogainon, gdzie mieszkać miał mityczny Zalmoksis.
Znaczna część gór Bucegi jest parkiem narodowym, obejmującym powierzchnię 32 534 ha – płaskowyż w południowej części oraz dolinę Jałomicy, wschodnie i zachodnie urwiska oraz rejon Omula. Na terenie parku występuje kilka zagrożonych roślin, przedstawiciele drapieżników karpackich (wilki, niedźwiedzie, żbiki i rysie) oraz kozice.

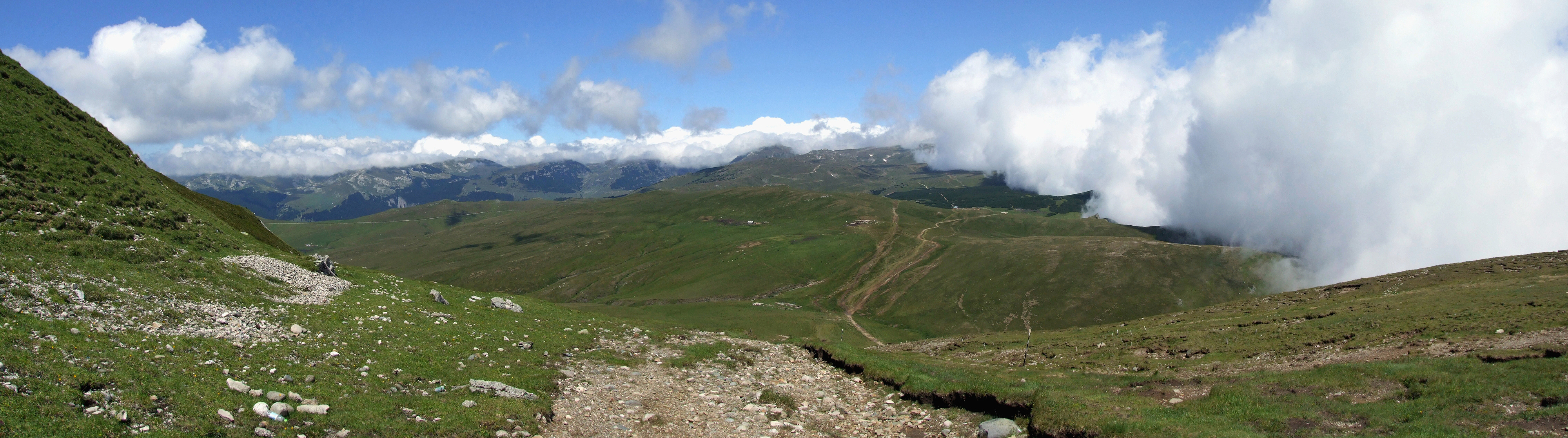
Góry Bucegi latem (żółty szlak w kierunku Piatra Arsa na głównym grzbiecie) – charakterystyczny dla tych gór płaskowyż, rzadko spotykany na tej wysokości

## Klimat
Klimat gór Bucegi jest typowo wysokogórski ze średnią roczną temperaturą 3 °C. Śnieg potrafi zalegać do końca czerwca, który jest także najbardziej deszczowym miesiącem.

## Turystyka
Bucegi są popularne wśród turystów. Dostęp do szczytów ułatwiają dwie kolejki gondolowe – z Sinai i Bușteni. Na turystów czekają liczne schroniska oraz hotele górskie (ponad 25 miejsc), a także kilka schronów. Miejscem często odwiedzanym jest Crucea Caraiman – potężny krzyż, upamiętniający poległych w czasie I wojny światowej. W dolinie Jałomicy turystów przyciąga pustelnia (klasztor) Peștera oraz jaskinia Ialomiței.
W północnej części Bucegi opadają ku miejscowości Bran, gdzie znajduje się zamek, reklamowany jako siedziba Drakuli.

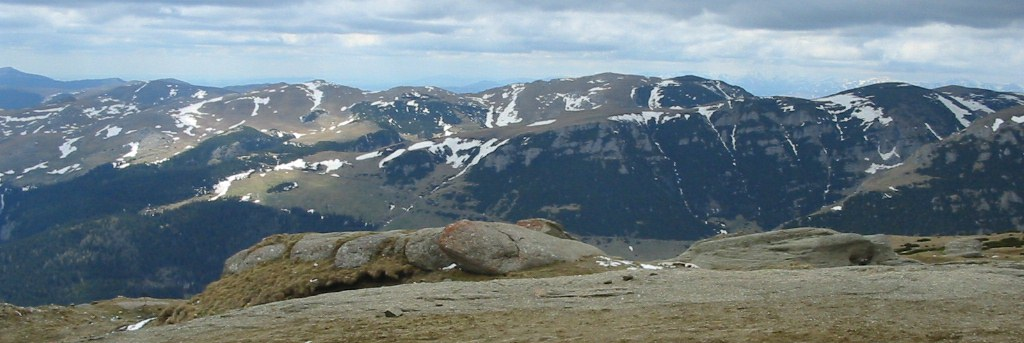
Góry Bucegi wiosną